# Juana de Cusa
Juana (en griego: Ἰωάννα γυνὴ Χουζᾶ) es una mujer mencionada en los evangelios que fue sanada por Jesús de Nazareth y luego lo apoyó a él y a sus discípulos en sus viajes, una de las mujeres registradas en el Evangelio de Lucas como compañera a Jesús y los doce apóstoles en Lucas 8: 2–3. Era la esposa de Cusa, quien administraba la casa de Herodes Antipas, el gobernante de Galilea. Como esposa de un importante funcionario de la corte, ella habría tenido los medios económicos para viajar y apoyar a Jesús y a los discípulos. 
También, se supone que varios de los acontecimientos sucedidos en la corte herodiana (como el martirio de San Juan Bautista), fueron narrados a Lucas de primera mano por Juana. Una piadosa tradición dice que fue Juana quien recogió en secreto  la cabeza del Bautista para su sepultura, después que Herodías la desechara.
Otro acontecimiento (recogido solamente por Lucas), es el de  Jesús en la corte de Herodes, siendo posiblemente Juana testigo de dicho encuentro durante el juicio de Jesús antes de su crucifixión.  

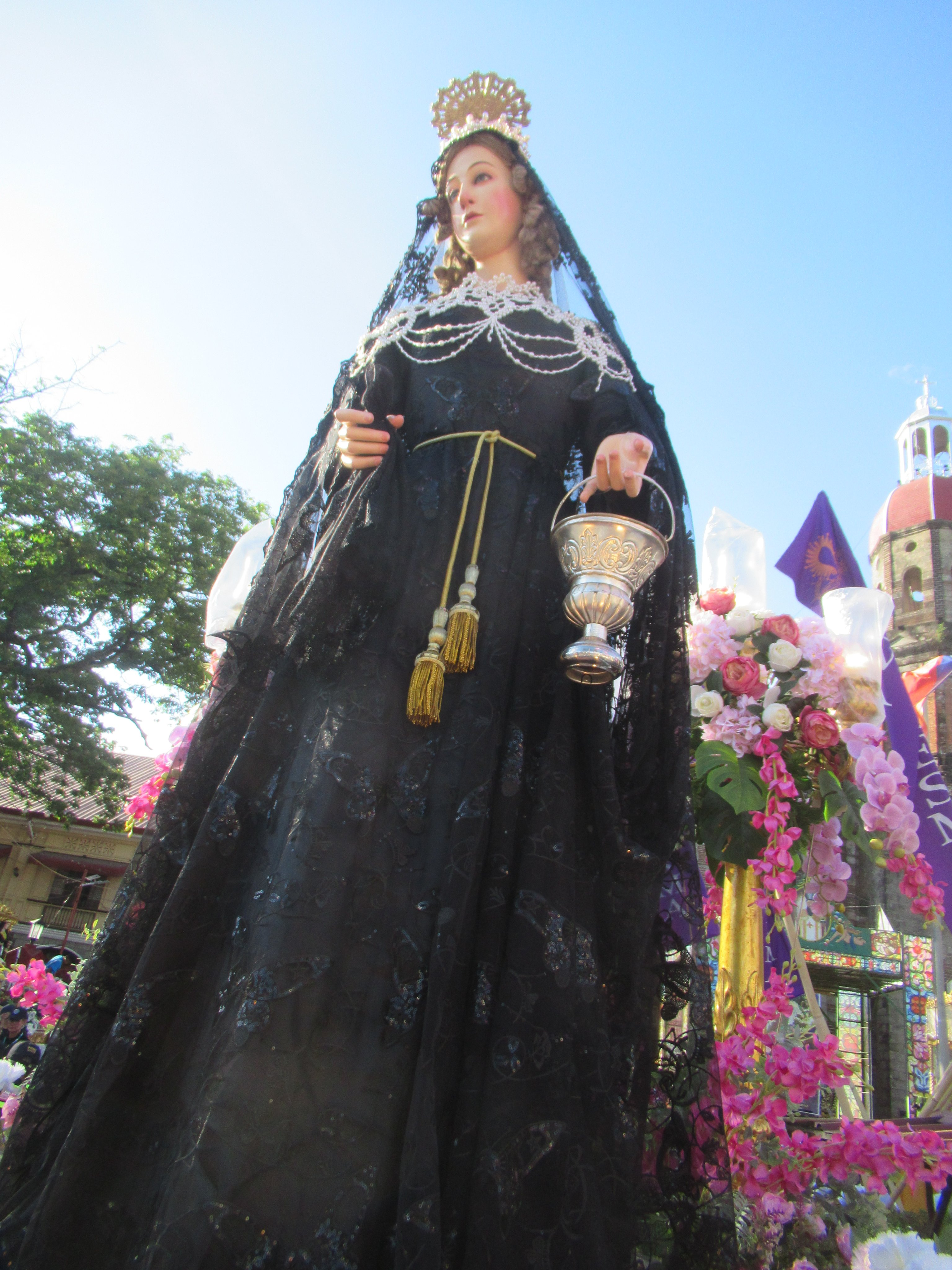
Imagen de Juana en una procesión religiosa

En Lucas capítulo 24 se cuenta que las primeras en enterarse de la Resurrección de Jesús son las mujeres, y propiamente en el versículo 10, se menciona entre ellas a Juana, quien junto a María Magdalena y María la de Santiago anunciaron la buena nueva a los apóstoles.
Aunque no se menciona por su nombre, Juana probablemente se cuenta como una de las mujeres que se unieron a los discípulos y a María, madre de Jesús  en el cenáculo o aposento alto en oración, entre el grupo de 120 que eligió a Matias para llenar la vacante que dejó Judas Iscariote, según Hechos 1: 14. y quizás estar presente en el Día de Pentecostés.
Es venerada como santa en las tradiciones anglicana y luterana (3 de agosto), ortodoxa (tercer domingo de Pascua) y católica (24 de mayo en la Iglesia latina y tercer domingo de Pascua en las Iglesias católicas orientales).

## Identificación con Junia
El erudito bíblico Richard Bauckham aboga por identificar a Juana, la esposa de Cusa, con la Junia mencionada en la carta de Pablo a Romanos 16:7, siendo "Juana" su nombre judío y "Junia" el romano. Los judíos a menudo adoptaban un segundo nombre latino, casi equivalente en sonido a su nombre original. Juana y Junia actúan casi equivalentes en las lenguas nativas, lo que, según Bauckham, es indicativo de la identificación entre las dos. Bauckham también señala que Pablo describe a Junia como miembro destacada de la comunidad cristiana anterior a él, y dado que el propio Pablo se convirtió tres años después de la muerte de Jesús, eso requeriría que Junia hubiera sido miembro de la comunidad desde una época muy temprana. 